# Vladimir Markovic

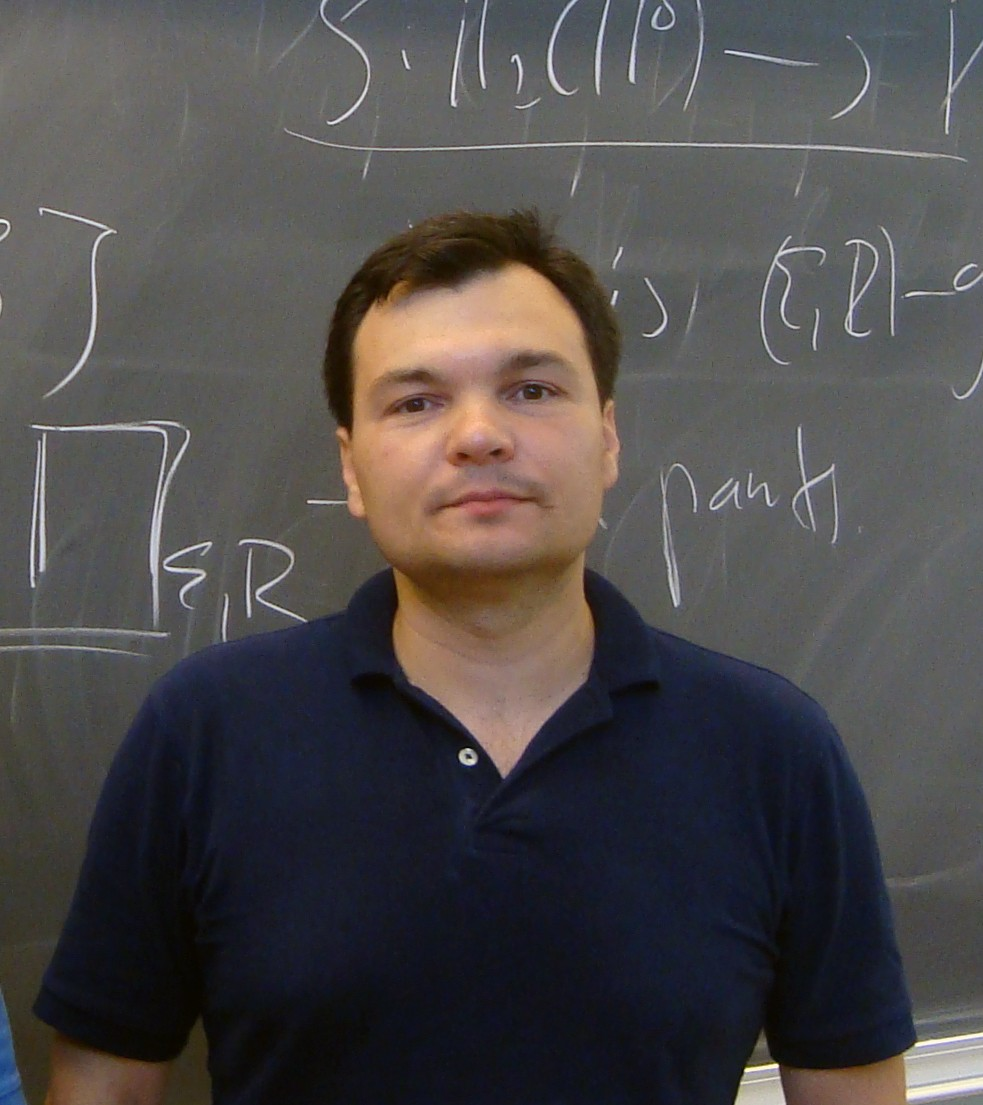

Vladimir Markovic (* 1973 in Deutschland) ist ein jugoslawisch-US-amerikanischer Mathematiker. Er befasst sich mit niedrigdimensionaler Geometrie und Topologie (hyperbolischer Geometrie) und Riemannschen Flächen (Teichmüller-Theorie).
Markovic studierte ab 1992 an der Universität Belgrad, wo er 1995 seinen Diplomabschluss machte und 1998 bei Miodrag Mateljevic promoviert wurde (Eindeutig extremale quasikonforme Abbildungen und stationäre Punkte auf dem Energieintegral, jugoslawisch). 1998 bis 2000 war er Assistant Professor an der University of Minnesota und ab 2001 Lecturer, ab 2004 Reader und von 2006 bis 2011 Professor an der University of Warwick. 2006 bis 2008 war er außerdem Associate Professor an der State University of New York at Stony Brook. Seit 2011 ist er Professor am Caltech, zurzeit beurlaubt. 2012 war er Gastprofessor am Institut Henri Poincaré. Aktuell ist er Sadleirian Professor of Pure Mathematics an der Universität Cambridge.
2002 erhielt er einen EPSRC Advanced Research Fellowship Award, 2004 den Whitehead-Preis und 2004 den Leverhulme Preis. 2012 erhielt er mit Jeremy Kahn den Clay Research Award für Arbeiten in hyperbolischer Geometrie: ihren Beweis, dass es in jeder geschlossenen hyperbolischen 3-Mannigfaltigkeit eine immersierte, {\displaystyle \pi _{1}}-injektive, geschlossene Fläche gibt, und ihren Beweis der Ehrenpreisvermutung. Diese besagt, dass für zwei kompakte hyperbolische Riemannsche Flächen endliche Überlagerungen existieren, die in Bezug auf die Teichmüllermetrik beliebig nahe sind. 2013 bewies er die Schoen-Vermutung.
2014 wurde er in die Royal Society gewählt, die ihn im selben Jahr mit einem Wolfson Research Merit Award auszeichnete. 2014 war er Eingeladener Sprecher auf dem ICM in Seoul (The surface subgroup and the Ehrenepreis Conjectures).

## Schriften
- Harmonic maps between 3-dimensional hyperbolic spaces. Invent. Math. 199 (2015), no. 3, 921–951.
- mit J. Kahn: Immersing almost geodesic surfaces in a closed hyperbolic three manifold. Ann. of Math. (2) 175 (2012), no. 3, 1127–1190.
- mit A. Marden, D. B. A. Epstein: Quasiconformal homeomorphisms and the convex hull boundary. Ann. of Math. (2) 159 (2004), no. 1, 305–336.
- mit A. Fletcher: Quasiconformal maps and Teichmüller Theory. Oxford University Press, 2007.
- mit Y. Komori, Caroline Series: Kleinian Groups and Hyperbolic 3-Manifolds. London Mathematical Society Lecture Notes 299, Cambridge University Press, 2002.
- mit A. Fletcher: Infinite dimensional Teichmüller Spaces. In: Handbook of Teichmüller Theory. Band 2, European Mathematical Society, 2009, S. 65–91.
- Harmonic maps between 3-dimensional hyperbolic spaces, Invent. Math., Band 199, 2015, S. 921–951.
- Harmonic maps and the Schoen conjecture, J. Amer. Math. Soc., Band 30, 2017, S. 799–817.